# NHK BS8K
NHK BS8K是日本廣播协会（NHK）所属的卫星电视频道之一，2018年12月1日正式开播，是世界上首个8K超高清电视频道。

## 概况
2016年8月1日，NHK开始通过BS-17频道试播超高清电视节目；同年12月1日，频道改为“放送服务高度化推进协会”（A-PAB）的4K/8K混编播出频道，节目由NHK、五大民营电视台、WOWOW及东北新社提供。A-PAB的4K/8K超高清电视试验频道已于2018年7月23日14:00停播。
2018年12月1日10:00，NHK BS8K与NHK BS4K等超高清频道一同开播，首个节目为BS4K、BS8K和NHK综合频道（10:02开始）并机播出的超高清电视开播特别节目。NHK BS8K使用东经110°的BS卫星14频道播出，可提供总像素高达7680×4320（为现有Full HD画质的16倍、4K画质的4倍）的超高清画面及最多22.2声道的环绕立体声。初期播出时间为每天10:00-22:10，如有特殊安排（如每年年底直播《NHK红白歌合战》）会延长播出时间。另外NHK承诺会在2020年东京奥运会和残奥会举办期间提供更多内容。与BS4K可使用现有设备观看不同，BS8K需要另外购置专门接收设备收看。
NHK执行董事木田幸典表示，NHK BS8K将“拥有世界上最高质量的影像和声音，成为NHK电视台的旗舰频道，提供全新、震撼的视觉体验”。木田称，对于BS8K频道，NHK的策略是严格挑选和制作高质量的节目，频道亮点体现在周日的黄金时间。每周日19:00，该频道都会从不同类型节目中挑选出来一个进行播放，节目内容持续更新。